# Symmachia jugurtha
Symmachia jugurtha är en fjärilsart som beskrevs av Otto Staudinger 1888. Symmachia jugurtha ingår i släktet Symmachia och familjen Riodinidae. Inga underarter finns listade i Catalogue of Life.